# Delia Scala
Delia Scala, pseudonimo di Odette Bedogni (Bracciano, 25 settembre 1929 – Livorno, 15 gennaio 2004), è stata un'attrice e ballerina italiana, il cui nome è principalmente legato alla commedia musicale negli anni degli esordi, in Italia, di questo nuovo genere di teatro.
Non fu solo un'artista del palcoscenico completa e di grande versatilità, capace di recitare, ballare, cantare a buoni livelli, ma offrì una figura di soubrette del tutto innovativa rispetto ai canoni degli anni quaranta. Spontanea, dinamica, di una bellezza naturale, ironica e gentile, seppe suscitare nel pubblico una grande simpatia.

## Biografia

### Primi anni
Seconda di quattro figli, una sorella e due fratelli, visse i primi anni a Bracciano, in provincia di Roma, dove frequentò le prime classi delle scuole elementari. Il padre Aldo Bedogni era sottufficiale collaudatore di stanza all'aeroporto militare di Vigna di Valle, la madre Iolanda Redeghieri, casalinga, la volle chiamare Odette per amore della canzone Odette bella pupa di Parigi.
Quando il padre venne trasferito all'aeroporto di Malpensa, la famiglia si spostò a Gallarate (VA), non lontano da Milano. Nei primi anni quaranta, congedatosi il padre dalla Regia Aeronautica, la famiglia si trasferì a Campagnola Emilia (RE), nella casa dei nonni materni. Tuttavia, desiderosa di continuare gli studi di danza, la piccola Odette tornò temporaneamente a Milano, in via Libia, nell'appartamento di una zia, poi a pensione a Vimodrone. Terminata la frequentazione della scuola di danza, tornò a Campagnola.

### L'amore per la danza

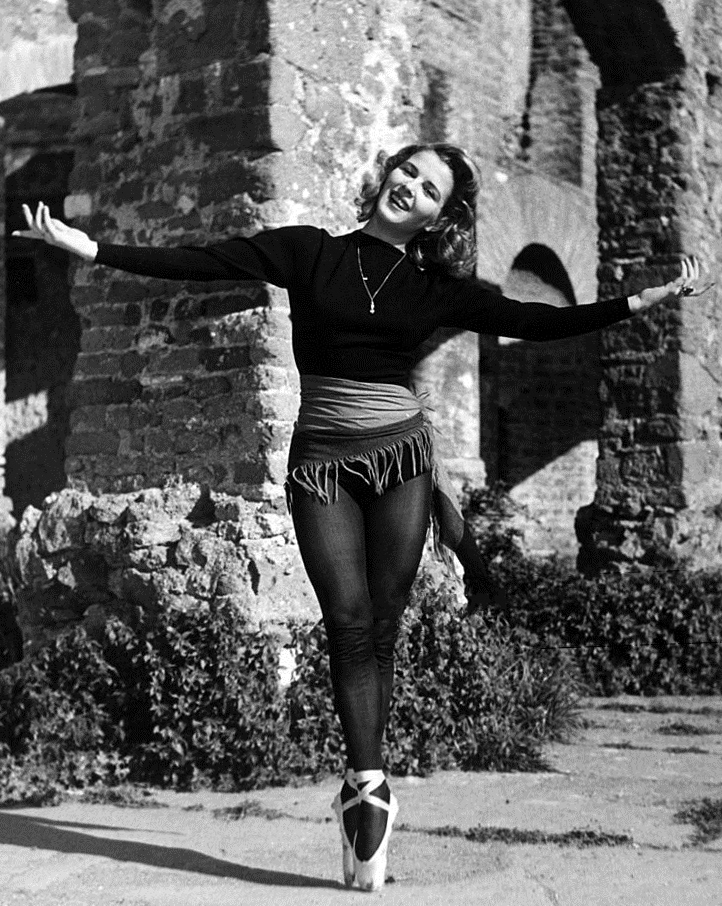
Delia Scala nel 1951

Aveva iniziato a frequentare la Scuola di Ballo del Teatro alla Scala a otto anni e aveva proseguito per sette anni, prendendo parte a balletti, tra cui La bottega fantastica di Respighi e La bella addormentata di Čajkovskij, e ad altre rappresentazioni con cui familiarizzò col palcoscenico: nell'aprile 1940 fu in scena al Teatro alla Scala per un intero atto nella parte della figlia di Dufresne (interpretato da Beniamino Gigli), nell'opera lirica Zazà di Leoncavallo. Negli anni trascorsi in provincia di Reggio Emilia, Odette si esibì in piccoli teatri della zona: nel 1943, quattordicenne, al Teatro Italia di Campagnola nell'ambito di un varietà condotto dall'esordiente Romolo Valli (che si faceva chiamare Mimmolo), al Teatro Sociale Villastrada di Dosolo e al Teatro Comunale di Guastalla dove danzò il valzer del Faust di Gounod. Nel 1946, dopo il matrimonio con Melitsanos, si trasferì con lui a Viareggio e qui nel 1949 salì ancora su una modesta ribalta come artista di varietà, a fianco del poeta-cantante-attore Egisto Malfatti nello spettacolo Egisto e Delia.

### Il cinema

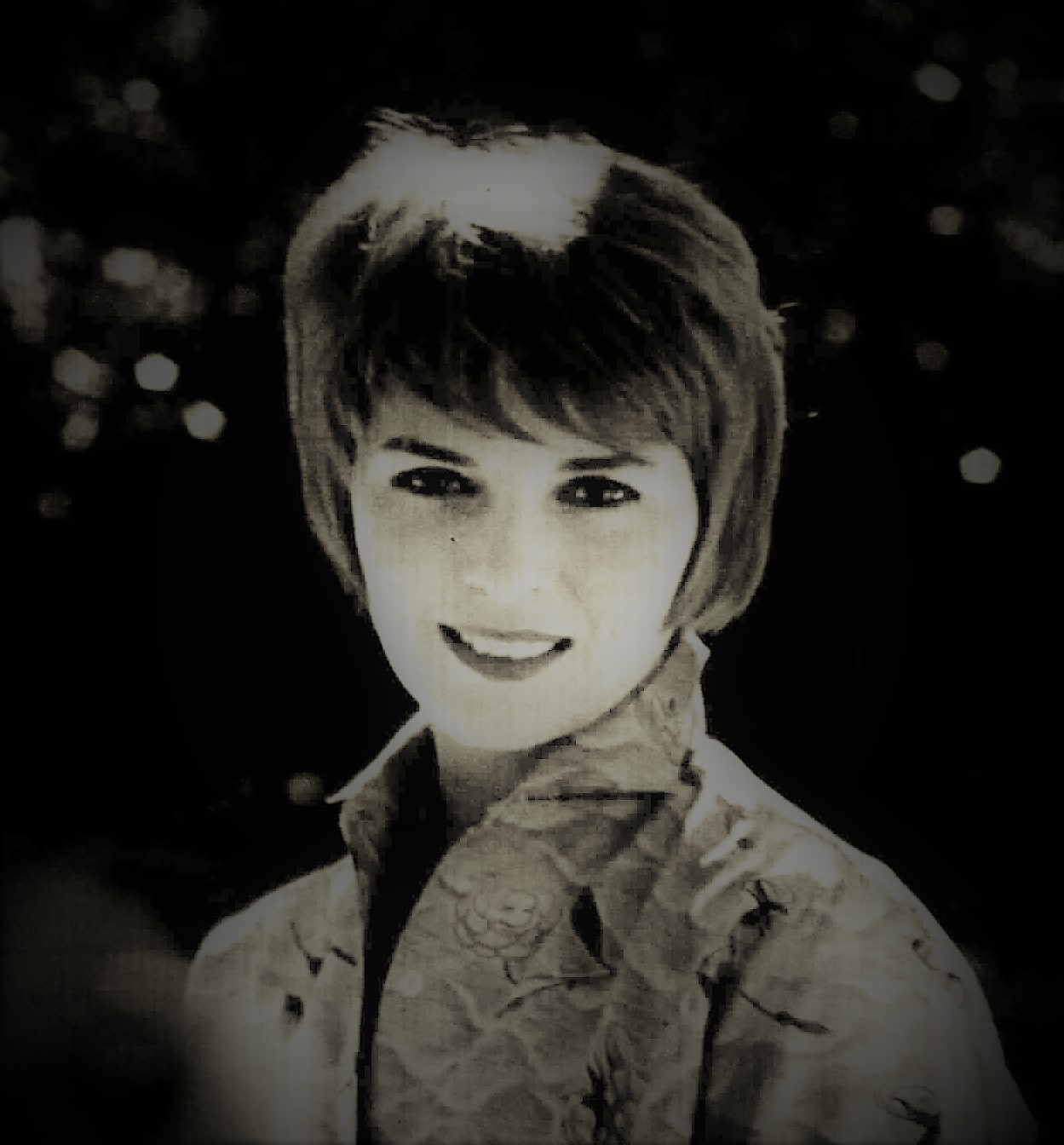
Delia Scala nel 1959

Ancora bambina, per la sua disinvoltura in scena era stata scelta dal regista Giorgio Ferrari come protagonista di un documentario sulla Scuola di Ballo del Teatro alla Scala; poi nel 1943 partecipò al film Principessina, diretto da Tullio Gramantieri. Ma fu a partire dal 1947 che incominciò a lavorare con continuità nel cinema, prima col proprio vero nome, poi con lo pseudonimo di Lia Della Scala e subito dopo con quello definitivo di Delia Scala, scelto su suggerimento di Italo Calvino, allora capo-ufficio stampa della Lux Film, in omaggio alla sua insegnante di danza Nives Poli, richiamando il teatro che l'aveva formata come ballerina. In quell'anno, avendo partecipato a un casting per il film L'onorevole Angelina, era stata notata dal regista Luigi Zampa che le diede però una parte in un'altra sua pellicola, Anni difficili. Trasferitasi a Roma, partecipò, fino al 1960, a oltre 40 film, tra cui: Napoli milionaria (1950) di Eduardo De Filippo; Roma ore 11 (1952), pellicola neorealista di Giuseppe De Santis; il noir Grisbì (1954) di Jacques Becker, recitato in francese a fianco di Jean Gabin. Interpretò alcune commedie: Bellezze in bicicletta (1951) di Carlo Campogalliani, dove teneva testa all'avvenenza di Silvana Pampanini, Gran Varietà (1953), a fianco di Vittorio de Sica e Lea Padovani, dove impersonando una ballerina di charleston rivelò doti di artista di varietà, Signori si nasce (1960) di Mario Mattoli, accanto a Totò. Per il resto prese parte a film quasi sempre di modesta importanza: peplum, commedie leggere, melodrammi strappalacrime e musicarelli.

### Il teatro e la commedia musicale
Mentre cominciava a lavorare nel cinema ebbe qualche esperienza iniziale di teatro di prosa. Prima, in Apocalisse a Capri di Sergio Sollima, con Mario Scaccia e Diana Veneziani per la regia di Mario Landi (Teatro dei Satiri di Roma, 10 marzo 1951); poi, sempre con Scaccia, nella pièce Conserviamo le nostre cattive abitudini di Franco Monicelli (Teatro dei Satiri, 3 maggio 1951); quindi, assieme ad Adriano Rimoldi ed Ernesto Sabbatini, nella commedia C'era una volta un biglietto da un milione (regia di Daniele D'Anza, adattamento del racconto La banconota da un milione di sterline di Mark Twain), trasmessa sperimentalmente dalla Rai il 17 maggio 1953.

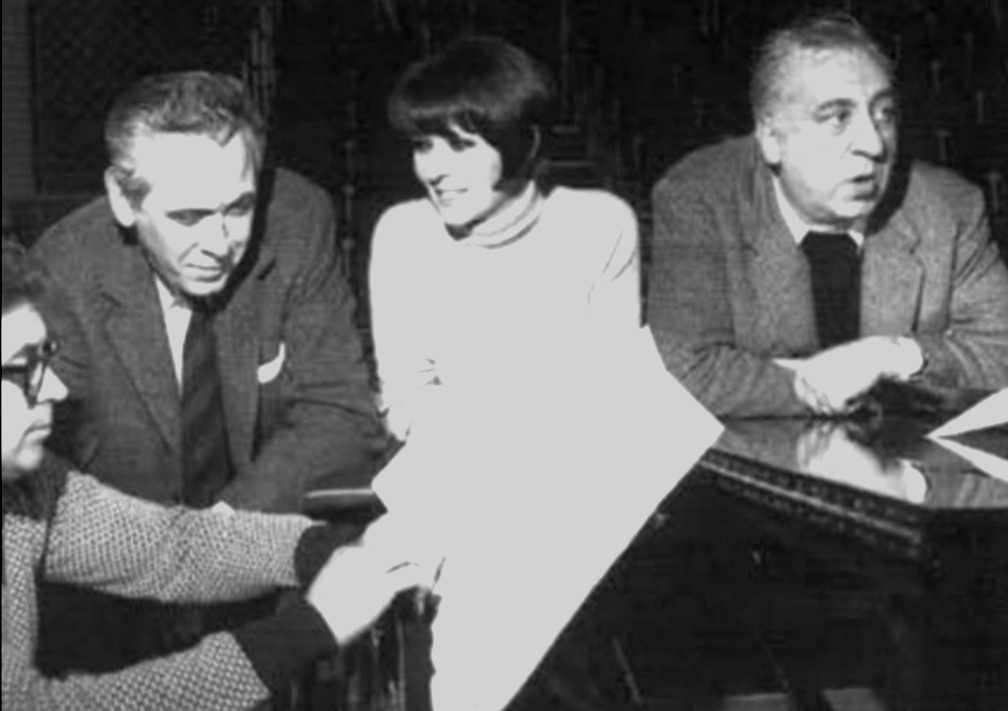
Pietro Garinei, Delia Scala e Sandro Giovannini

Furono invece Garinei e Giovannini a proporle la svolta decisiva nella sua vita artistica. Dopo averla vista ballare nel film Gran Varietà, nel 1953 Giovannini la vide dal vivo nel "proprio" teatro, il Sistina, in un charleston nell'ambito di uno spettacolo di beneficenza della Croce Rossa a favore degli alluvionati; rimase colpito e volle subito conoscerla. Garinei e Giovannini videro in lei la nuova figura femminile su cui puntare per il lancio della commedia musicale italiana, genere al quale essi stessi avevano dato l'avvio solo due anni prima, assieme al musicista Gorni Kramer. Con molta insistenza, anche strappando per lei, al produttore Remigio Paone, un cachet consistente (battendo l'impresario di Walter Chiari, Arturo Sirri, che contemporaneamente cercava di strapparle un contratto), i due riuscirono a scritturarla per interpretare, assieme al già ben noto Carlo Dapporto, Giove in doppiopetto. La ritrosia dell'attrice era dovuta alla sua assai limitata esperienza nel teatro e al non avere mai cantato prima (il maestro Kramer, alla prima audizione, quasi si disperò, mentre Dapporto inizialmente non la considerava all'altezza), sebbene in poche settimane, con instancabile impegno, apprese ad esprimersi anche con le note.
Giove in doppiopetto esordì quindi al Teatro Lirico di Milano il 25 settembre 1954, giorno del 25º compleanno dell'attrice. Il successo fu travolgente e lo spettacolo andò in giro per l'Italia per due anni con 531 repliche. Nello spettacolo la Scala interpretava una giovane sposina insidiata da un Giove (Dapporto) donnaiolo sceso sulla Terra assumendo le sembianze del marito (Gianni Agus), ostacolato dall'accorta Giunone (Lucy D'Albert). Nella scena Mambo dei grappoli, Delia, in un numero di danza acrobatica, saltava su un tamburo-tinozza elastico compiendo per 24 volte una spaccata in aria. Fu l'inizio di un avvicendarsi serrato di commedie musicali di grande successo, sempre incentrate sulla creatività e sul dinamismo organizzativo dell'inseparabile coppia di autori, e Delia ebbe così occasione di lavorare a fianco dei principali attori di rivista di quegli anni.
Nel 1956 interpretò Buonanotte Bettina, con Walter Chiari, dove si metteva in scena una situazione di ostinato bisticcio all'interno di una giovane coppia, quadro che ricorrerà spesso nei copioni che la Scala affronterà successivamente. La commedia era di notevole modernità, riuscendo con allegra ironia a portare in scena riferimenti a erotismo e trasgressione in anni piuttosto bacchettoni. L'opera fu tradotta e rappresentata, prima nel 1958 al Teatro de la Comedia di Madrid col titolo Buenas noches Bettina, poi nel 1959 al Teatro Adelphi di Londra col titolo di When in Rome. Mentre la commedia veniva replicata a Firenze, Il 14 marzo 1957 venne recapitata a Delia la tragica notizia della morte in una corsa automobilistica del fidanzato Eugenio Castellotti; sconvolta, l'attrice volle comunque entrare in scena la sera stessa, sostenuta dagli applausi del pubblico.
In quel periodo di forte turbamento per la tragica perdita del fidanzato, decise di impegnarsi, e fu l'unica volta, nel teatro classico, al 9º Festival del Teatro Drammatico a Verona, impersonando Ariele in La tempesta di Shakespeare, per la regia di Franco Enriquez, a fianco di Glauco Mauri e Salvo Randone.
Sempre nel 1957 tornò a lavorare con Dapporto in L'adorabile Giulio. Vi recitava anche Teddy Reno, che le rivolgeva la canzone Simpatica; l'attrice racconterà poi, simpaticamente, di non avere gradito i versi "tu non mi fai pensar a notti di passion ma a cieli sereni..." non ritenendosi donna priva di passionalità e di essersi subito lamentata con gli autori del brano.
Del 1958 fu Un trapezio per Lisistrata, una delle opere più riuscite e originali della coppia G&G, con la coreografia di Donald Saddler. Con lei sul palco Nino Manfredi, Paolo Panelli, Mario Carotenuto, Ave Ninchi e il Quartetto Cetra. La rilettura del testo di Aristofane intendeva esorcizzare le paure collettive per la guerra fredda, presentando ateniesi e spartani come statunitensi e sovietici.
Delia Scala Show, del 1960, nacque in modo casuale. Nell'imminenza dell'esordio di Rinaldo in campo, durante una prova, il protagonista Domenico Modugno subì una caduta fratturandosi molto gravemente una gamba, quindi un gran numero di rappresentazioni già fissate saltavano. Garinei e Giovannini allora ebbero l'idea di proporre a Delia, che accettò, uno show incentrato sulla sua carriera fino a quel momento. In una decina di giorni il copione era pronto e, dopo poche prove, lo show andava in scena nei vari teatri al posto del Rinaldo. L'attrice era affiancata dal trio comico Toni Ucci, Enzo Garinei e Carletto Sposito.
Rinaldo in campo, rappresentata nel 1961, fu un kolossal per impegno e ampiezza del cast, che, richiamando il Risorgimento, voleva anche celebrare il centenario dell'Unità d'Italia. Delia vi interpretava una baronessina invaghita di ideali garibaldini e innamorata di Rinaldo (Domenico Modugno), bandito diventato poi combattente con le camicie rosse. Si trattò della prima commedia musicale con caratteri anche drammatici, con un personaggio che muore in scena. Il successo dell'opera ebbe eco internazionale e la compagnia fu chiamata a portare il Rinaldo anche al Théâtre des Champs-Élysées di Parigi, dove fu replicato per quattro mesi. L'opera fu anche tradotta in russo e serbo e rappresentata a Mosca e Belgrado.
Sempre nel 1961 l'attrice interpretò la soubrette Marta Gray in una versione televisiva, con la regia di Eros Macchi, della commedia musicale La padrona di Raggio di Luna, sempre di Garinei e Giovannini, già uscita nei teatri nel 1955 con Lauretta Masiero nella stessa parte.

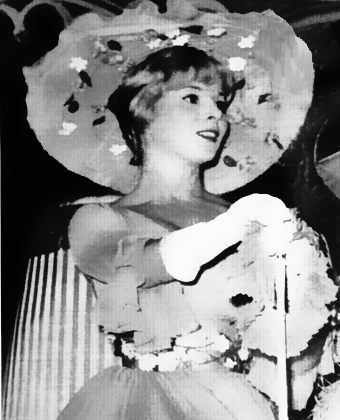
Delia Scala nella commedia musicale "My Fair Lady" - 1964

Del 1963 fu la versione italiana My Fair Lady (che come musical e film aveva già spopolato negli Stati Uniti e nel mondo): a fianco della Scala recitavano Gianrico Tedeschi e Mario Carotenuto.

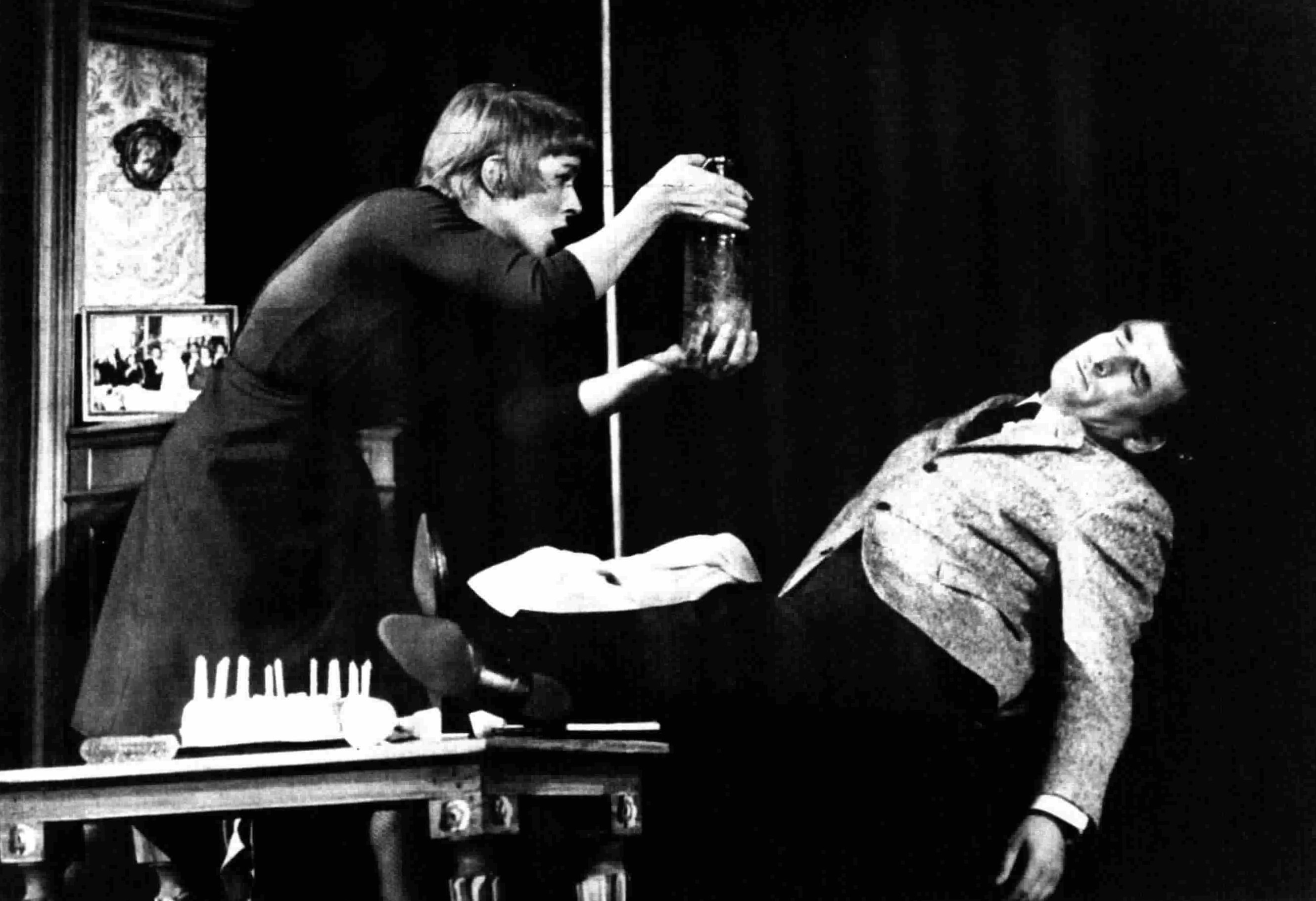
Delia Scala e Renato Rascel ne Il giorno della tartaruga

Nel 1964, con Il giorno della tartaruga a fianco di Renato Rascel, tornò a interpretare la lei della coppia litigiosa. I due attori, quasi sempre soli sul palco, inscenano dall'inizio alla fine un unico interminabile litigio, con flashback del proprio incontro e di momenti passati. Ancora una volta il successo fu notevole e la Scala e Rascel vennero invitati l'anno successivo a presentare la commedia a Parigi per l'inaugurazione del Teatro Marigny, ma rinunciarono perché troppo impegnati in Italia (e Le Jour de la tortue fu messo in scena da Annie Girardot e Philippe Nicaud). In una delle rappresentazioni Delia svenne improvvisamente in scena, con chiusura definitiva del sipario e trasporto immediato in ospedale dove subì un intervento d'urgenza per appendicite. Come lei stessa racconterà, lo stress del momento, le pressioni ricevute affinché tornasse in scena anche non completamente rimessa, ma soprattutto il desiderio di dedicare più tempo alla propria vita privata (si sposò con Piero Giannotti pochi mesi dopo), la portarono a lasciare, nel pieno della carriera, il teatro, preferendo dedicarsi solo al varietà televisivo.

### Radio e televisione
Alla radio, dopo essere stata nel 1951 fra i tanti conduttori de La catena della fraternità, aveva incominciato a lavorare nel 1952, a fianco di Silvio Gigli, nella trasmissione Punto interrogativo. Seguirono i varietà Il fiore all'occhiello, con Carlo Dapporto nel 1957, poi Gran gala, con Dapporto e Alberto Talegalli nel 1959-1960, Incontro con Delia Scala nel 1959, Il mio spettacolo e Tutta Delia Scala nel 1961. Fu presenza fissa in Gran Varietà, per tre cicli di trasmissioni (1967 con Renato Rascel, 1968, 1970 con Lando Buzzanca). Condusse poi, con Pippo Baudo, Caccia alla voce di Giancarlo d'Onofrio e Silvano Nelli (1970), Caccia al tesoro di Garinei e Giovannini (1971) e Ciao domenica (1975), assieme a Leo Gullotta su testi di Sergio D'Ottavi, La commedia musicale italiana (1981).

Paolo Panelli, Delia Scala e Nino Manfredi in Canzonissima 1959

In televisione esordì nel 1956, con il varietà di Marcello Marchesi e Vittorio Metz Lui e lei, condotto insieme con Nino Taranto, e nello stesso anno, a fianco di Bramieri, Campanini, Tognazzi, Vianello, Wanda Osiris e altri animò Natale con chi vuoi. Tre anni dopo ottenne un notevole successo con l'edizione di Canzonissima del 1959-1960, da lei condotta assieme a Paolo Panelli e Nino Manfredi. Dopo la prima serata, a lato dell'entusiasmo generale nei telespettatori, si scatenò un putiferio nell'opinione pubblica per il can can di Delia con le ballerine, considerato osé, e persino L'Osservatore Romano, indignato, citò il nome dell'attrice-ballerina in prima pagina; così il numero, pur rimanendo, dovette essere modificato, e persino il termine "can can" dovette essere censurato sostituendolo con "cin cin".
Nel 1960 fu protagonista della trasmissione Momento magico e successivamente condusse La New York di O. Henry, facente parte del ciclo di narrazioni Il Novelliere di Daniele D'Anza. Assieme a Toni Ucci e Giuseppe Porelli, nel 1963 condusse il varietà Smash, per la regia di Enzo Trapani su testi dello stesso Trapani e di Santamaria, con l'orchestra diretta da Ennio Morricone.
Nel 1968 fu protagonista di Delia Scala Story, scritto da Garinei e Giovannini affiancati da Antonio Amurri; riprendendo la traccia di Delia Scala show, diventava un originale varietà che la vedeva sola in uno studio quasi privo di scenografia, dove raccontando i passi della propria carriera, l'attrice riceveva separatamente innumerevoli visite dei principali attori con cui aveva collaborato precedentemente, e con ciascuno venivano costruiti tanti piccoli quadri, richiamando gli spettacoli realizzati insieme.
Nel 1970 ebbe grande successo Signore e signora di Antonio Amurri e Maurizio Jurgens, varietà incentrato su una miriade di sketch con una lei ("ciccina") e un lui ("ciccino", interpretato da Lando Buzzanca) coniugi in perenne contrasto (con tanto di invasioni di campo da parte delle petulanti consuocere Clelia Matania e Paola Borboni). Parallelamente i due interpretavano anche una coppia di rudi contadini ciociari e una di spocchiosi aristocratici inglesi. Nel suo insieme, Signore e signora era una indovinata fenomenologia, pur semiseria, del matrimonio. Anticipando i grandi cambiamenti di costume in atto in quegli anni (la legge sul divorzio entra in vigore proprio allora), lo spettacolo presentava una figura di donna moderna, dalla forte personalità, uscendo dal dualismo abituale della moglie o sottomessa al suo uomo, o bisbetica e prevaricatrice.
Seguirono otto anni di lontananza dal mondo del varietà, in cui condusse solo, nel 1972, Colazione allo studio 7, la prima trasmissione televisiva avente come tema la buona cucina, a fianco del gastronomo Luigi Veronelli. Ritornò nel 1978 con lo show del Secondo Canale Rai Che combinazione che la vide per l'ultima volta nelle vesti di conduttrice, oltre che di ballerina a fianco di Don Lurio. Vi si notava come in pochi anni il varietà in TV era completamente cambiato, non solo per l'introduzione del colore, ma per l'esuberanza di scenografie e luci lampeggianti; anche l'abbigliamento brillantato dell'attrice era ben diverso dagli abiti ben disegnati e dalle linee semplici che portava negli anni sessanta.

### Anni ottanta e successivi
Nel 1981 l'editore Rusconi pubblicò Il cibo dei grandi, che la Scala scrisse assieme all'amica Sylvia Sodi. La narrazione è tutta di Delia in prima persona, in un'opera fra autobiografia e cronaca, 44 brevissimi racconti su personaggi noti, alcuni amici storici, altri incontrati occasionalmente, di cui tratteggia personalità e comportamento, assieme alla descrizione di pietanze servite nell'occasione di pranzi in cui è stata presente, o ospitando a casa propria o trovandosi ospitata. Le personalità vanno dai vecchi compagni di spettacolo Totò, Domenico Modugno, Paolo Panelli, ad altri attori come Monica Vitti, Liz Taylor, fino a Sandro Pertini, François Mitterrand e l'amico di sempre Umberto Veronesi.
Negli anni dal 1980 al 1983 animò alla Bussola di Marina di Pietrasanta, assieme a Raimondo Vianello e Sandra Mondaini, il varietà Una rosa per la vita, per raccogliere fondi a sostegno della prevenzione e ricerca sui tumori.
Tornò in televisione interpretando per la Rai la fiction Casa Cecilia (tre serie: 1982, 1983 e 1987), scritta da Lidia Ravera ed Emanuele Vacchetto e diretta da Vittorio De Sisti. Nella seconda serie venne abbinata, a ciascun episodio, un'appendice in cui l'attrice leggeva lettere inviate da telespettatori ed esprimeva considerazioni su problematiche di vita familiare. Tornò anche alla radio, conducendo nel 1983, assieme a Oreste Lionello, la trasmissione Permette cavallo?.
Dopo altri anni di lontananza dallo spettacolo, fu protagonista della sitcom Io e la mamma, andata in onda tra il 1997 e il 1998 su Canale 5 per la regia di Fosco Gasperi, nella quale recitava accanto a Gerry Scotti ed Enzo Garinei (fratello di Pietro).
Nel 2002 venne colpita da una recidiva del tumore e, malgrado ulteriori cure, morì a 74 anni il 15 gennaio 2004 nella sua abitazione di Livorno. Secondo la sua volontà il funerale fu celebrato in forma privata. Fu sepolta nel cimitero della Misericordia di Livorno.

## Vita privata
A 15 anni, a Campagnola conobbe Nikiphorus Melitsanos, un militare greco-cipriota in forze all'armata britannica, paracadutato nella zona di Reggio Emilia per unirsi alle formazioni partigiane e che la famiglia di Delia, nascondendolo, aiutò a sfuggire alle milizie nazifasciste. Nel 1946 i due si sposarono a Reggio Emilia, trasferendosi a Viareggio, dove lui avviò un'attività nel campo dell'illuminotecnica, mentre lei cominciava a lavorare nel cinema. Si separarono dopo soli due anni (nel 1956 la Sacra Rota dichiarerà nullo il matrimonio) e l'attrice si trasferì a Roma.  Nel 1947, investito vicino a casa da un'automobile, a 41 anni morì il padre. Grazie però all'intensa attività cinematografica intrapresa, Delia poté aiutare economicamente la sua famiglia.
Successivamente si fidanzò con Eugenio Castellotti, pilota di Formula 1, di Lodi. Nonostante si trovassero spesso distanti per gli impegni professionali, affrontavano rapide trasferte per vedersi. Il 14 marzo 1957, trascorsa la giornata precedente a Firenze dove Delia era impegnata per lavoro, Castellotti raggiunse l'aerautodromo di Modena per una serie di prove, per stabilire un nuovo record della pista. Dopo pochi giri, perso il controllo dell'auto, uscì di pista morendo sul colpo.
Alcuni anni dopo Delia tornò a frequentare più assiduamente Piero Giannotti, concessionario d'auto di Viareggio, col quale era già stata brevemente fidanzata alla fine degli anni quaranta, dopo la separazione dal primo marito. Si sposarono nel 1966 e lei tornò a Viareggio, città dove già aveva abitato e dove da tempo trascorreva spesso le vacanze. Lasciò così il teatro per dedicarsi alla famiglia, pur recitando ancora per circa un anno per onorare gli impegni presi in precedenza.
Nel 1974 dovette affrontare un tumore al seno, diagnosticatole dall'oncologo Pietro Bucalossi e dal suo assistente Umberto Veronesi. All'inizio di luglio di quell'anno venne operata e sottoposta a chemioterapia e radiocobaltoterapia, cure che all'epoca erano ancora sperimentali ma che diedero ottimi risultati. Delia aveva allora 44 anni. Successivamente raccontò ai giornali che una delle esperienze più pesanti fu subire la violazione della propria riservatezza. Mentre lei non aveva rivelato quasi a nessuno il vero motivo del ricovero e alla madre parlò di un intervento estetico, la notizia sulla vera natura della sua degenza trapelò lo stesso e alcuni fotografi si infiltrarono nell'ospedale. Delia al momento delle dimissioni fu costretta a uscire di nascosto dalla clinica per evitare l'assedio dei fotografi e si trovò persino a leggere un titolo di un giornale che la definiva "in fin di vita". A causa di questa inaspettata fuga di notizie, nelle settimane successive le fu comunicato l'annullamento di alcune campagne pubblicitarie già programmate a cui doveva prestare la propria figura, poiché chi era colpito dal cancro "non dava una bella immagine".
Dopo qualche mese di convalescenza decise di raccontare l'esperienza della sua malattia, contribuendo a modificare gli atteggiamenti sociali ostili che da sempre gravavano su chi si trovava ad affrontare una simile patologia; all'epoca anche la tennista Lea Pericoli fece la stessa cosa. In più occasioni, tra le quali in una puntata di Bontà loro di Maurizio Costanzo, l'attrice si raccontò, invitando al coraggio e al sostegno concreto alla ricerca e alla diffusione della prevenzione. Questo suo impegno caratterizzò il resto della sua vita, vedendola attiva sostenitrice, insieme al marito, di iniziative a sostegno dell'AIRC. La principale di queste fu la serie di spettacoli Una rosa per la vita, che anche condusse insieme a Raimondo Vianello e Sandra Mondaini, anch'essi trovatisi come lei ad affrontare il cancro. Con un pubblico di cinquemila persone, al Bussoladomani, dal 1980 al 1983, i tre artisti condussero numerose serate raccogliendo ingenti somme e vedendo la partecipazione di numerosi grandi artisti.
Nel 1982 il marito Piero Giannotti morì in un incidente stradale, travolto da un'auto pirata mentre viaggiava in scooter per recarsi al proprio ufficio. Seppur profondamente colpita, Delia volle ugualmente condurre al Bussoladomani, pochi giorni dopo, lo spettacolo programmato per l'AIRC Una rosa per la vita, e a lui volle dedicare la serata.
Nel 1984 si risposò, unendosi all'armatore ed editore Arturo Fremura, che era vedovo a sua volta. Con lui e i suoi figli Gino, Mariangela, divenuta poi attrice cinematografica, Silvio e Attilio, andò a vivere a Livorno. Con lui Delia visse anni felici fino a quando, nel 2001, Fremura morì per un tumore, lasciando l'attrice nuovamente sola negli ultimi tre anni di vita.

## Filmografia

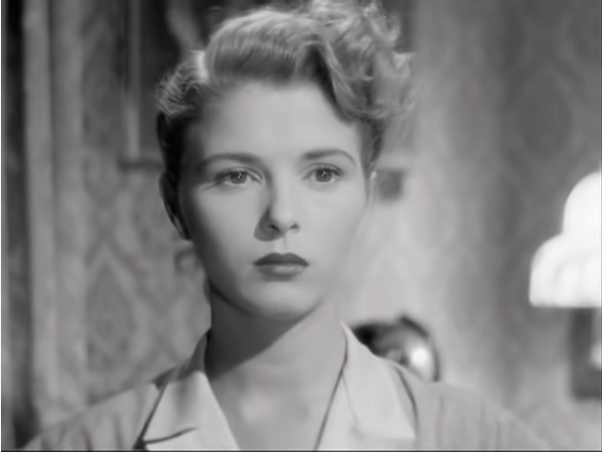
Delia Scala protagonista nel film Amo un assassino (1951)

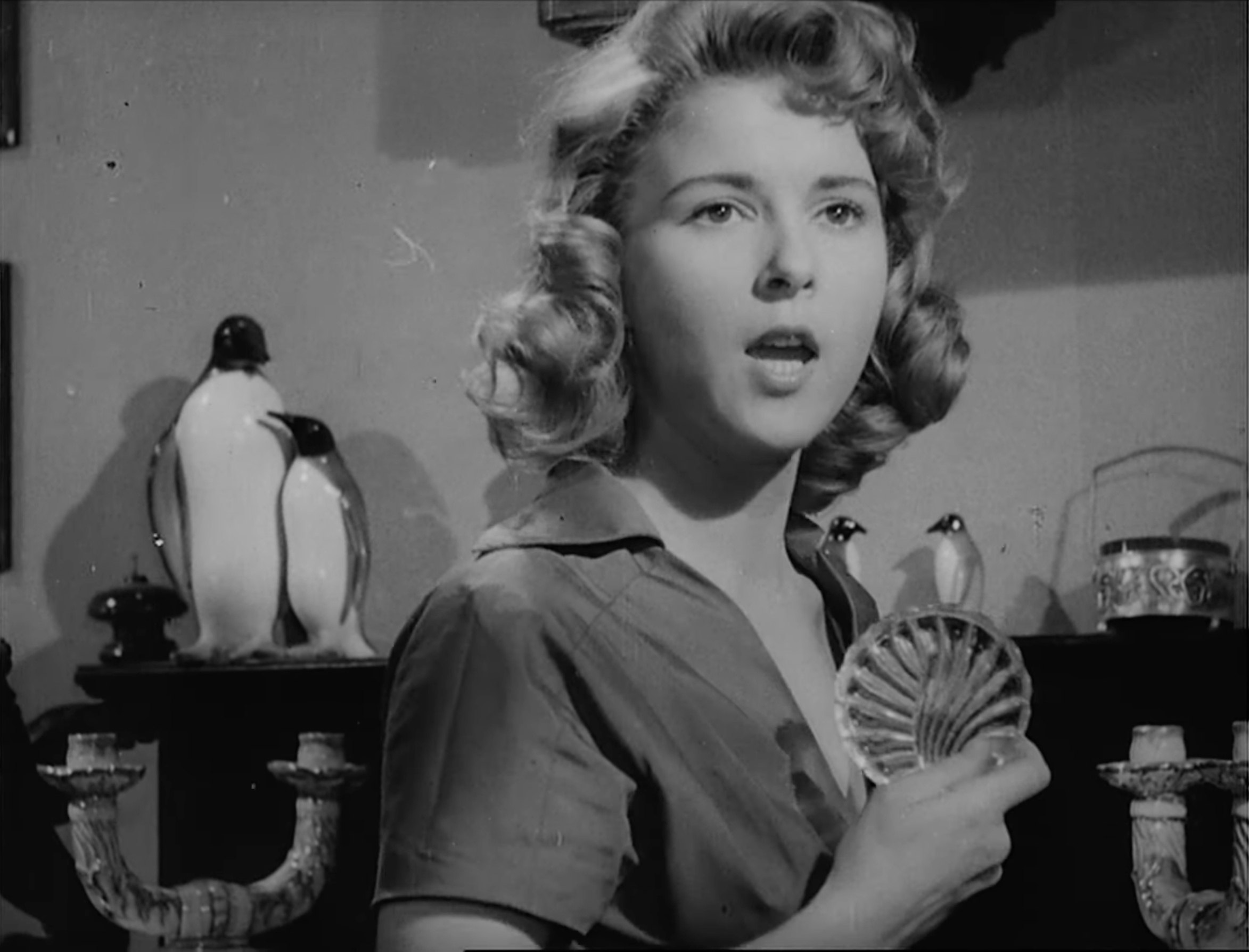
Delia Scala in Ragazze da marito (1952)

### Cinema
- Principessina, regia di Tullio Gramantieri (1943) accreditata come Odette Bedogni
- Anni difficili, regia di Luigi Zampa (1948) accreditata come Odette Bedogni
- L'eroe della strada, regia di Carlo Borghesio (1948) accreditata come Lia della Scala
- Ti ritroverò, regia di Giacomo Gentilomo (1949)
- Come scopersi l'America, regia di Carlo Borghesio (1949)
- Napoli milionaria, regia di Eduardo De Filippo (1950)
- Vita da cani, regia di Steno e Mario Monicelli (1950)
- La scogliera del peccato, regia di Roberto Bianchi Montero (1951)
- Bellezze in bicicletta, regia di Carlo Campogalliani (1951)
- Canzone di primavera, regia di Mario Costa (1951)
- Cameriera bella presenza offresi..., regia di Giorgio Pàstina (1951)
- Auguri e figli maschi!, regia di Giorgio Simonelli (1951)
- Fuoco nero, regia di Silvio Siano (1951)
- Il padrone del vapore, regia di Mario Mattoli (1951)
- Messalina, regia di Carmine Gallone (1951)
- Amo un assassino, regia di Baccio Bandini (1951)
- L'eroe sono io, regia di Carlo Ludovico Bragaglia (1952)
- Roma ore 11, regia di Giuseppe De Santis (1952)
- Noi due soli, regia di Marcello Marchesi, Vittorio Metz e Marino Girolami (1952)
- Il sogno di Zorro, regia di Mario Soldati (1952)
- Giovinezza, regia di Giorgio Pàstina (1952)
- Ragazze da marito, regia di Eduardo De Filippo (1952)
- La fiammata, regia di Alessandro Blasetti (1952)
- Agenzia matrimoniale, regia di Giorgio Pàstina (1953)
- Gioventù alla sbarra, regia di Ferruccio Cerio (1953)
- Viva il cinema!, regia di Enzo Trapani (1953)
- Canzoni, canzoni, canzoni, episodio Io cerco la Titina, regia di Domenico Paolella (1953)
- Canzoni di ieri, canzoni di oggi, canzoni di domani, regia di Domenico Paolella - documentario (1953)
- Opinione pubblica (Rumeur publique), regia di Maurizio Corgnati e Goffredo Alessandrini (1954)
- Di qua, di là del Piave, episodio Angiolina, bella Angiolina, regia di Guido Leoni (1954)
- Gran varietà, episodio Il fine dicitore, regia di Domenico Paolella (1954)
- Amore e fango - Palude tragica (Cañas y barro), regia di Juan de Orduña (1954)
- Prima del diluvio (Avant le deluge), regia di André Cayatte (1954)
- Grisbì (Touchez pas au grisbi), regia di Jacques Becker (1954)
- I sette peccati di papà (J'avais sept filles), regia di Jean Boyer (1954)
- Vacanze d'amore (Le village magique), regia di Jean-Paul Le Chanois (1955)
- Giove in doppiopetto, regia di Daniele D'Anza (1955)
- Fuga nel sole (Goubbiah mon amour), regia di Robert Darène (1956)
- Il terrore dell'Oklahoma, regia di Mario Amendola (1960)
- Signori si nasce, regia di Mario Mattoli (1960)
- I Teddy boys della canzone, regia di Domenico Paolella (1960)
- Madri pericolose, regia di Domenico Paolella (1960)
- Le olimpiadi dei mariti, regia di Giorgio Bianchi (1960)

### Televisione
- Casa Cecilia, regia di Vittorio De Sisti (1982-1987)
- Io e la mamma, regia di Fosco Gasperi (1997-1998)

## Teatro
- Apocalisse a Capri di Sergio Sollima, Teatro dei Satiri di Roma, 10 marzo 1951.
- Conserviamo le nostre cattive abitudini di Franco Monicelli, Teatro dei Satiri di Roma, 3 maggio 1951.
- Giove in doppiopetto di Garinei e Giovannini, Teatro Lirico di Milano, 25 settembre 1954.
- Buonanotte Bettina di Garinei e Giovannini, Teatro Alfieri di Torino, 14 novembre 1956.
- L'adorabile Giulio di Garinei e Giovannini, Teatro Sistina di Roma, 23 novembre 1957.
- La tempesta di William Shakespeare, Giardino di Palazzo Giusti di Verona, 4 luglio 1957.[58]
- Un trapezio per Lisistrata di Garinei e Giovannini, Teatro Sistina di Roma, 28 ottobre 1958.
- Delia Scala Show di Garinei e Giovannini, Teatro Biondo di Palermo, 7 marzo 1961.
- Rinaldo in campo di Garinei e Giovannini, Teatro Alfieri di Torino,12 settembre 1961.
- My Fair Lady di Lerner e Loewe, Teatro Nuovo di Milano, 9 novembre 1963.
- Il giorno della tartaruga di Garinei e Giovannini, Teatro Sistina di Roma, 26 ottobre 1964.

## Programmi televisivi
- Lui e lei di Marcello Marchesi e Vittorio Metz, regia di Vito Molinari (Programma Nazionale, 1956)
- Natale con chi vuoi, regia di Romolo Siena (Programma Nazionale, 1956)
- Canzonissima di Pietro Garinei e Sandro Giovannini, regia di Antonello Falqui (Programma Nazionale, 1959-1960)
- Momento magico di Mino Caudana e Enzo Conti, regia di Enzo Trapani (Programma Nazionale, 1960)
- Il novelliere, regia di Daniele D'Anza (Programma Nazionale, 1960)
- Smash, testi e regia di Enzo Trapani (Programma Nazionale, 1963-1964)
- Delia Scala Story di Pietro Garinei, Sandro Giovannini e Antonio Amurri, regia di Vito Molinari (Programma Nazionale, 1968)
- Signore e signora di Antonio Amurri e Maurizio Jurgens, regia di Eros Macchi (Programma Nazionale, 1970)
- Colazione allo studio sette, regia di Alda Grimaldi (Programma Nazionale, 1972)
- Che combinazione di Leo Chiosso e Sergio D'Ottavi, regia di Luigi Turolla (Rete 2, 1978-1979)
- Una rosa per la vita, regia di Luigi Bonori (Rete 1, 1980-1982)

## Trasmissioni radio Rai
- Punto interrogativo, conduttori Delia Scala e Silvio Gigli, con Alberto Bonucci, Teddy Reno e Aldo Fabrizi, orchestra di Lelio Luttazzi - varietà (1952)
- Il fiore all'occhiello, regia di Riccardo Mantoni - varietà (1957)
- Gran gala di Mario Brancacci, regia di Riccardo Mantoni - varietà (1959)
- La macchina per fare quattrini, mini-varietà musicale con Delia Scala, Paolo Ferrari e Nino Dal Fabbro, trasmesso il 17 dicembre 1959.
- Incontro con Delia Scala, condotto da Renato Tagliani (1959)
- Il mio spettacolo di Francesco Luzi - varietà (1961)
- Tutta Delia Scala - varietà (1961)
- Gran Varietà, 6° ciclo (ottobre-dicembre 1967, con Renato Rascel) - 10° ciclo (ottobre-dicembre 1968) - 16° ciclo (aprile-giugno 1970, con Lando Buzzanca)
- Caccia alla voce di Giancarlo d'Onofrio e Silvano Nelli (1970)
- Domani è Natale, regia di Silvio Gigli (1970)
- Caccia al tesoro di Garinei e Giovannini, regia di Silvio Gigli (1971)
- Ciao domenica di Segio D'Ottavi, con Leo Gullotta, Peppino di Capri, Gilda Giuliani, regia di Carla Ragionieri - varietà (1975)
- La commedia musicale italiana, regia di Sandro Laszlo (1981).
- Permette cavallo? di Michele Guardì, Antonello Falqui e Oreste Lionello, regia di Carlo Principini - varietà (1983)

## Prosa radiofonica
- La locandiera, regia di Luigi Squarzina (1972)

## Prosa televisiva
- C'era una volta un biglietto da un milione, regia di Daniele D'Anza (1953)
- La padrona di Raggio di Luna, regia di Eros Macchi (1961)

## Pubblicità televisiva
Partecipazioni a sketch della rubrica pubblicitaria Carosello:
- nel 1957 con Franco Giacobini per le polveri per acqua minerale Idriz della Carlo Erba;
- nel 1958 con Mario Castellani per la carne in scatola Simmenthal;
- nel 1959 con Gianni Agus e Liù Bosisio per Idriz della Carlo Erba;
- nel 1960 con Gianni Agus per Idriz della Carlo Erba (due serie);
- nel 1961 con Toni Ucci e Carlo Sposito per Idriz della Carlo Erba;
- nel 1963 con Gorni Kramer per l'olio e il vino Sagra;
- nel 1966 per l'olio Topazio della Chiari & Forti;
- nel 1968 e 1969 con Viola Valentino per il Velicren della Snia Viscosa;
- nel 1971 con Franco Giacobini per i Grandi Magazzini Standa;
- nel 1976 per il latte Polenghi & Lombardo.

## Discografia

### Album
- 1961 – Rinaldo in campo (con Domenico Modugno)
- 1963 – My Fair Lady (con Gianrico Tedeschi e Mario Carotenuto)
- 1963 – Le più belle canzoni di Garinei e Giovannini (con Robert Alda)[60]
- 1964 – Il giorno della tartaruga (con Renato Rascel)

### EP
- 1964 – 4 canzoni da My Fair Lady (con Gianrico Tedeschi e Mario Carotenuto)

### Singoli
- 1959 – Femminilità (con i Red Vocalist)
- 1979 – Che combinazione/Invisibile

## Libri
- Delia Scala e Sylvia Sodi, Il cibo dei grandi, Rusconi, 1981.

## Riconoscimenti
- Antenna d'oro
  - 1959 – Antenna d'oro, dell'ANIE
- Maschera d'oro
  - 1962 – Per la commedia musicale
- Maschera d'argento
  - 1955 – Per la rivista
  - 1956 – Per la rivista
  - 1959 – Per la rivista
  - 1964 – Per la commedia musicale
  - 1965 – Per la commedia musicale
  - 1966 – Per la commedia musicale
  - 1968 – Per la televisione e la radio
- Microfono d'argento
  - 1960 – Per il varietà televisivo
  - 1982 – Per la serie televisiva Casa Cecilia
- Premio dell'ascoltatore
  - 1961 – Premio dell'ascoltatore (Rai)
- Premio IDI (Istituto del Dramma Italiano)
  - 1962 – Per la commedia musicale
- Premio Caravella d'Oro
  - 1968 - Premio Caravella d'Oro
- Premio Sandro Giovannini
  - 1978 – Premio "Sandro Giovannini"

## Omaggi
All'attrice è stato intitolata una via a Roma e un largo a Viareggio. Il 6 marzo 2021 è stato inaugurato a Bracciano il nuovo Teatro Comunale a lei intitolato.
La Repubblica di San Marino il 4 giugno 2005 ha emesso un francobollo commemorativo dedicato a Delia Scala, in una serie dedicata al teatro musicale.

## Doppiatrici
- Rosetta Calavetta in Anni difficili, Auguri e figli maschi!, Il terrore dell'Oklahoma, Amo un assassino
- Lydia Simoneschi in La scogliera dell'odio, Canzone di primavera
- Gemma Griarotti in Vita da cani
- Aurora Cancian in I sette peccati di papà (ridoppiaggio)